# División Oeste (Fiyi)
La división Oeste es una de las cuatro divisiones administrativas de la República de las Islas Fiyi. Se compone de las tres provincias Ba, Nadroga-Navosa y Ra. La capital de la división es Lautoka.

## División
La división comprende la parte occidental de la isla más grande de Fiyi, Viti Levu, con algunas islas periféricas, incluidas las Islas Yasawa, Viwa, Waya y Velulele. Tiene una frontera terrestre con la División Central en Viti Levu, y fronteras marítimas con la División del Norte y la División Oriental.
La División Occidental incluye la mayoría de la Confederación Burebasaga y una pequeña parte de la Confederación Kubuna, dos de las tres jerarquías a la que pertenecen todos los jefes fiyianos.
A esta división pertenece asimismo el remoto Arrecife Conway (en fiyiano Ceva-i-Ra), situada 450 km al suroeste.

## Territorio y población
En 2007 su población era de 317 376 habitantes. Su superficie abarca 6360 km², por lo que su densidad poblacional es de 49,90 hab/km².